# Infanterie de la British Army
Pour les articles homonymes, voir Infanterie.
L’infanterie de la British Army (British Army's Infantry) est une branche de la British Army (armée de terre britannique) et comprend, en 2010, 19 régiments d'infanterie, divisés en 51 bataillons, dont 37 de l'armée régulière et 14 de l'armée territoriale (réserve). L'infanterie britannique forme une organisation hautement flexible, étant donné de la diversité de ses rôles.

## Historique
Depuis la fin de la guerre froide, plusieurs réformes ont réduit le format les effectifs des forces britannique. Dans le cadre de la réforme Army 2020, une annonce du 5 juillet 2012 touche particulièrement l'infanterie avec la dissolution du 2e bataillon du Royal Regiment of Fusiliers, du 2e bataillon du Yorkshire Regiment et du 3e bataillon du Mercian Rgt ; le 5e bataillon du Royal Rgt of Scotland sera réduit à une compagnie. Le 2e bataillon du Royal Welsh sera absorbé par le reste du régiment, alors que le 1er bataillon du Royal Irish Rgt rejoindra la Prince of Wales Division.

## Organisation
Les données ci-dessous date de 2010 :

## Divisions de l'infanterie
L'infanterie britannique est partagée administrativement en 5 divisions [Quand ?] :
- Guards Division
- Division écossaise
- King's Division
- Prince of Wales' Division
- Queen's Division

### Armée régulière
| Guards Division          | Division écossaise                                                   | King's Division                          | Prince of Wales' Division        | Queen's Division                                   |
| ------------------------ | -------------------------------------------------------------------- | ---------------------------------------- | -------------------------------- | -------------------------------------------------- |
| 1er Bn Grenadier Guards  | Royal Scots Borderers (1er Bn Royal Regiment of Scotland)            | 1er & 2e Bn Duke of Lancaster's Regiment | 1er, 2e & 3e Bn Mercian Regiment | 1er & 2e Bn The Princess of Wales's Royal Regiment |
| 1er Bn Coldstream Guards | Royal Highland Fusiliers (2e Bn Royal Regiment of Scotland)          | 1er, 2e & 3e Bn Yorkshire Regiment       | 1er & 2e Bn Royal Welsh          | 1er & 2e Bn Royal Regiment of Fusiliers            |
| 1er Bn Scots Guards      | Black Watch (3e Bn Royal Regiment of Scotland)                       |                                          |                                  | 1er & 2e Bn Royal Anglian Regiment                 |
| 1er Bn Irish Guards      | The Highlanders (4e Bn Royal Regiment of Scotland)                   |                                          |                                  | Royal Gibraltar Regiment                           |
| 1er Bn Welsh Guards      | Argyll and Sutherland Highlanders (5e Bn Royal Regiment of Scotland) |                                          |                                  |                                                    |

Quatre unités supplémentaires de l'armée régulière ne sont pas regroupées avec les divisions d'infanteries générales :
- 1er Bn Royal Irish Regiment
- 2e & 3e Bn Parachute Regiment
- 1er & 2e Bn Royal Gurkha Rifles
- 1er, 2e, 3e, 4e & 5e Bn The Rifles

### Armée territoriale
- London Regiment
- 2e Bn Royal Irish Regiment
- 3e Bn Princess of Wales's Royal Regiment
- 3e Bn Royal Welsh
- 3e Bn The Royal Anglian Regiment
- 4e Bn Duke of Lancaster's Regiment
- 4e Bn Yorkshire Regiment
- 4e Bn Mercian Regiment
- 4e Bn Parachute Regiment
- 5e Bn Royal Regiment of Fusiliers
- 6e Bn The Rifles
- 7e Bn The Rifles
- 16e Bn Régiment de Manchester
- 52e Lowland, 6e Bn Royal Regiment of Scotland
- 51e Highland, 7e Bn Royal Regiment of Scotland

## Types d'infanterie

### Opérationnels
L'infanterie britannique se divise en 5 types, en fonction du rôle militaire de chacune :
- Air Assault Infantry (infanterie aérienne)
- Armoured Infantry (infanterie blindée)
- Light Infantry (infanterie légère)
- Mechanised Infantry (infanterie mécanisée)
- Public Duties (devoir public)

### Traditionnels
L'infanterie britannique se divise en 3 types, en fonction du rôle militaire de chacune :
- Foot Guards (gardes à pied)
- Line Infantry (infanterie de ligne)
- Rifles (fusils)

## Divisions et brigades
La British Army est administrée par le Land Command, qui a la responsabilité de la majorité des unités militaires. La plupart d'entre elles sont organisées en 5 divisions, qui commandent chacune un certain nombre de brigades.
| 1re division blindée | 2e division d'infanterie  | 3e division d'infanterie | 4e division d'infanterie       | 5e division d'infanterie             |
| -------------------- | ------------------------- | ------------------------ | ------------------------------ | ------------------------------------ |
| 4e brigade mécanisée | 15e brigade du Nord-Est   | 1re brigade mécanisée    | 2e brigade du Sud-Est          | 16e brigade d'assaut aérien          |
| 7e brigade blindée   | 42e brigade du Nord-Ouest | 12e brigade mécanisée    | 49e brigade du Wessex          | 49e brigade de l'Est                 |
| 20e brigade blindée  | 51e brigade écossaise     | 19e brigade légère       | 145e brigade du Sud            | 143e brigade de l'Ouest des Midlands |
|                      | 38e brigade irlandaise    | 52e brigade d'infanterie | 160e brigade du Pays de Galles | 160e brigade galloise                |
|                      |                           |                          | Garnison de Brunei             | Garnison de Colchester               |
|                      |                           |                          | London District                |                                      |
|                      |                           |                          | British Gurkhas Nepal          |                                      |

Certains bataillons sont attachés de façon permanente (ou éventuellement semi-permanente) à des brigades :
- 1re brigade mécanisée
  - 1er bataillon des Irish Guards
  - 1er bataillon du Royal Anglian Regiment
  - 3e bataillon du Yorkshire Regiment
  - 4e bataillon des Rifles
- 3e brigade commando
  - (40e Commando des Royal Marines)
  - (42e Commando des Royal Marines)
  - (45e Commando des Royal Marines)
  - 1er bataillon des Rifles
- 4e brigade mécanisée
  - 1er bataillon des Scots Guards
  - 1er bataillon du Duke of Lancaster's Regiment (King's, Lancashire and Border)
  - 1er bataillon du Mercian Regiment (Cheshires)
- 7e brigade blindée
  - The Highlanders, 4e bataillon du Royal Regiment of Scotland
  - 2e bataillon du Royal Anglian Regiment
  - 3e bataillon du Mercian Regiment (Staffords)
- 12e brigade mécanisée
  - 1er bataillon des Grenadier Guards
  - 1er bataillon du Royal Regiment of Fusiliers
- 16e brigade d'assaut aérien
  - The Argyll and Sutherland Highlanders, 5e bataillon du Royal Regiment of Scotland
  - 1er bataillon du Royal Irish Regiment
  - 2e bataillon du Parachute Regiment
  - 3e bataillon du Parachute Regiment
- 19e brigade légère
  - The Royal Scots Borderers, 1er bataillon du Royal Regiment of Scotland
  - The Black Watch, 3e bataillon du Royal Regiment of Scotland
  - 2e bataillon du Mercian Regiment (Worcesters and Foresters)
  - 2e bataillon des Rifles
- 20e brigade blindée
  - 1er bataillon du Princess of Wales's Royal Regiment (Queen's and Royal Hampshires)
  - 1er bataillon du Yorkshire Regiment
  - 5e bataillon des Rifles
- 52e brigade d'infanterie
  - The Royal Highland Fusiliers, 2e bataillon du Royal Regiment of Scotland
  - 2e bataillon du Yorkshire Regiment
  - 1er bataillon du Royal Welsh (Royal Welch Fusiliers)
  - 2e bataillon du Royal Gurkha Rifles
  - 3e bataillon des Rifles
- Land Warfare Centre
  - 2e bataillon du Royal Welsh (Royal Regiment of Wales)
- Forces britanniques à Chypre
  - 2e bataillon du Princess of Wales's Royal Regiment (Queen's and Royal Hampshires)
  - 2e bataillon du Duke of Lancaster's Regiment (King's, Lancashire and Border)
- London District
  - 1er bataillon des Coldstream Guards
  - 1er bataillon des Welsh Guards
  - 2e bataillon du Royal Regiment of Fusiliers
- Forces britanniques à Brunei
  - 1er bataillon des Royal Gurkha Rifles